# Maksym Stenkovyj
Maksym Stenkovyj (ukrajinsky: Максим Вікторович Стенковий [Maksym Viktorovyč Stenkovyj], * 16. srpna 1982 Nikopol) je ukrajinský reprezentant ve sportovním lezení. Mistr a vicemistr světa, vítěz světového poháru, mistr a vicemistr Evropy, mistr Ukrajiny a juniorský mistr světa v lezení na rychlost.
V roce 2002 se stal vítězem světového poháru také v kombinaci, když na poháru v Leccu skončil na osmnáctém místě v boulderingu.
Jeho první světový závod byl Evropský pohár juniorů v lezení na obtížnost, několikrát se v této disciplíně zúčastnil také mistrovství světa juniorů.

## Výkony a ocenění
- pět nominací na prestižní závody Rock Master v italském Arcu

### Závodní výsledky
| Arco Rock Master | Arco Rock Master | Arco Rock Master | Arco Rock Master | Arco Rock Master | Arco Rock Master |
| Rok              | 2001             | 2002             | 2008             | 2009             | 2010             |
| ---------------- | ---------------- | ---------------- | ---------------- | ---------------- | ---------------- |
| Rychlost         | 5                | 4                | 2                | 10               | 9                |

| Mistrovství světa | Mistrovství světa | Mistrovství světa | Mistrovství světa |
| Rok               | 2001              | 2003              | 2005              |
| ----------------- | ----------------- | ----------------- | ----------------- |
| Rychlost          | 1                 | 1                 | 2                 |

| Rychlost            | 1 | 2     |
| jednotlivě* (x/x/x) |   |       |
|                     |   |       |
| Bouldering          |   | 30-31 |
| jednotlivě*         |   |       |
|                     |   |       |
| Kombinace           |   | 1     |

* poznámka: nalevo jsou poslední závody v roce
| Mistrovství Evropy | Mistrovství Evropy | Mistrovství Evropy | Mistrovství Evropy | Mistrovství Evropy |
| Rok                | 2000               | 2002               | 2004               | 2008               |
| ------------------ | ------------------ | ------------------ | ------------------ | ------------------ |
| Rychlost           | 1                  | 1                  | 2                  | 3                  |

| Mistrovství Ukrajiny | Mistrovství Ukrajiny | Mistrovství Ukrajiny |
| Rok                  | 2004                 | 2005                 |
| -------------------- | -------------------- | -------------------- |
| Rychlost             | 1                    | 1                    |

| Mistrovství světa juniorů | Mistrovství světa juniorů | Mistrovství světa juniorů | Mistrovství světa juniorů | Mistrovství světa juniorů |
| Rok                       | 1997 kat. B               | 1998 kat. A               | 1999 kat. A               | 2001 junioři              |
| ------------------------- | ------------------------- | ------------------------- | ------------------------- | ------------------------- |
| Obtížnost                 | 14                        | 21                        | 17                        | 36                        |
| Rychlost                  |                           |                           |                           | 1                         |

| Evropský pohár juniorů | Evropský pohár juniorů |
| Rok                    | 1996 kat. B            |
| ---------------------- | ---------------------- |
| Obtížnost              | x                      |
| jednotlivě*            | 5                      |

* poznámka: nalevo jsou poslední závody v roce